# Ким Хён Ги
Ким Хён Ги (кор. 김현기; 9 февраля 1983 года, Хвасун, Республика Корея) — южнокорейский прыгун с трамплина, участник шести подряд зимних Олимпийских игр, чемпион Азиатских игр 2003 года в команде.

## Спортивная биография
Заниматься прыжками с трамплина Ким Хён Ги начал во втором классе школы в городе Муджу.
В Кубке мира в Ким Хён Ги дебютировал 28 ноября 1999 года на этапе в финском городе Куопио. Лучшим результатом в индивидуальных соревнованиях является 21-е место. Лучшим результатом Кима в итоговом общем зачёте Кубка мира является 65-е место в сезоне 2005/2006. За свою карьеру участвовал в трёх чемпионатах мира, лучший результат 10-е место в командных соревнованиях на чемпионате мира 2005 года, а в личных соревнованиях южнокорейский прыгун не поднимался выше 38-го места.
На зимних Олимпийских играх Ким дебютировал в 1998 году в Нагано. Южнокорейский прыгун стартовал в трёх дисциплинах: нормальный трамплин - 59-е место, большой трамплин - 51-е место, командные соревнования - 13-е место.
На зимних Олимпийских играх 2002 года в Солт-Лейк-Сити стал 36-м на нормальном трамплине, 31-м на большом и 8-м в команде.
На зимних Олимпийских играх 2006 года в Турине стартовал в трёх дисциплинах: стал 13-м в команде, 39-м на большом трамплине и 43-м на нормальном трамплине.
На зимних Олимпийских играх 2010 года в Ванкувере показал следующие результаты: нормальный трамплин 40-е место, большой трамплин 42-е место.
В 2014 году Ким выступил на своих пятых зимних Олимпийских играх в Сочи. В прыжках с нормального трамплина Ким уверенно преодолел квалификацию, заняв 16-е место. В основном раунде корейский прыгун занял 42-е место. В прыжках с большого трамплина Ким Хён Ги не смог преодолеть квалификационный раунд. В командных соревнованиях сборная Южной Кореи заняла предпоследнее 11-е место, а сам Ким показал лучший результат в своей команде.
Завершил карьеру после Олимпийских игр 2018 года.
Использjdfk лыжи производства фирмы Rossignol.

### Кубок мира

#### Результаты в Кубке мира
| 2013/14 Итоги | 2013/14 Итоги | Германия | Германия | Финляндия | Финляндия | Норвегия | Норвегия | Норвегия | Германия | Германия | Швейцария | Швейцария | Германия | Германия | Австрия | Австрия | Австрия | Австрия | Польша | Польша | Польша | Япония | Япония | Германия | Германия | Швеция | Финляндия | Финляндия | Финляндия | Финляндия | Норвегия | Норвегия | Словения | Словения | Словения |
| Очков         | Место         | Ком      | Инд      | Инд       | Инд       | См       | Инд      | Инд      | Инд      | Инд      | Инд       | Инд       | Т4Т      | Т4Т      | Т4Т     | Т4Т     | Пол     | Пол     | Инд    | Ком    | Инд    | Инд    | Инд    | Инд      | Инд      | Инд    | Инд       | Инд       | Инд       | Инд       | Инд      | Инд      | Инд      | Ком      | Инд      |
| 0             | —             | 13       | Q        | —         | ×         | —        | Q        | Q        | Q        | Q        | Q         | Q         | Q        | Q        | Q       | Q       | Q       | Q       | —      | —      | —      | —      | —      | Q        | Q        | 35     | 47        | —         | —         | —         | —        | —        | —        | —        | —        |

| 2012/13 Итоги | 2012/13 Итоги | Норвегия | Норвегия | Норвегия | Финляндия | Финляндия | Россия | Россия | Швейцария | Швейцария | Германия | Германия | Австрия | Австрия | Польша | Польша | Польша | Япония | Япония | Норвегия | Норвегия | Чехия | Чехия | Германия | Германия | Германия | Германия | Германия | Финляндия | Финляндия | Финляндия | Норвегия | Норвегия | Словения | Словения | Словения |
| Очков         | Место         | См       | Инд      | Инд      | Ком       | Инд       | Инд    | Инд    | Инд       | Инд       | Т4Т      | Т4Т      | Т4Т     | Т4Т     | Инд    | Ком    | Инд    | Инд    | Инд    | Пол      | Пол      | Пол   | Пол   | Ком      | Пол      | Инд      | Пол      | Ком Пол  | Ком       | Инд       | Инд       | Инд      | Инд      | Пол      | Ком Пол  | Пол      |
| 0             | —             | —        | —        | —        | —         | —         | —      | —      | Q         | Q         | —        | —        | —       | —       | —      | —      | —      | —      | —      | —        | —        | —     | —     | 12       | ×        | —        | —        | —        | —         | —         | —         | —        | —        | —        | —        | —        |

## Личная жизнь
- Окончил университет города Тэгу.